# Metcalfia
Metcalfia Conert é um género botânico pertencente à família Poaceae.

## Sinônimo
- Danthoniastrum (Holub) Holub